# Dera Bugti
Dera Bugti är huvudort för ett distrikt med samma namn i den pakistanska provinsen Baluchistan. Folkmängden uppgick till cirka 28 000 invånare vid folkräkningen 2017.